# Danh sách trò chơi của Atlus
Atlus là một nhà phát triển và sản xuất trò chơi điện tử chuyên về trò chơi nhập vai Nhật Bản, với Megami Tensei là nhượng quyền thương mại hàng đầu. Lưu ý rằng danh sách này chỉ dành cho các tựa trò chơi được phát triển, sản xuất và/hoặc thuộc sở hữu của chi nhánh Atlus Nhật Bản. Đối với các trò chơi được xuất bản bên ngoài Nhật Bản bởi Atlus USA, hãy truy cập bài viết tương ứng.
| Tựa                                                                       | Hệ máy                              | Ngày phát hành       | Phát triển                                               |
| ------------------------------------------------------------------------- | ----------------------------------- | -------------------- | -------------------------------------------------------- |
| Digital Devil Story: Megami Tensei                                        | FM-7                                | 1987                 | Atlus                                                    |
| Digital Devil Story: Megami Tensei                                        | Nintendo Entertainment System       | 11 tháng 9 năm 1987  | Atlus                                                    |
| The Karate Kid                                                            | Nintendo Entertainment System       | tháng 11 năm 1987    | Atlus                                                    |
| Friday the 13th                                                           | Nintendo Entertainment System       | tháng 2 năm 1989     | Atlus                                                    |
| Dungeon Explorer                                                          | TurboGrafx-16                       | 4 tháng 3 năm 1989   | Atlus                                                    |
| Kwirk                                                                     | Game Boy                            | 24 tháng 11 năm 1989 | Atlus                                                    |
| Digital Devil Story: Megami Tensei II                                     | Nintendo Entertainment System       | 6 tháng 4 năm 1990   | Atlus                                                    |
| Battle Fleet                                                              | Nintendo Entertainment System       | 22 tháng 6 năm 1990  | Atlus                                                    |
| Cosmo Tank                                                                | Game Boy                            | 8 tháng 7 năm 1990   | Atlus                                                    |
| Jantei Monogatari                                                         | TurboGrafx-CD                       | 9 tháng 10 năm 1990  | Atlus                                                    |
| Puzzle Boys                                                               | Family Computer Disk System         | 16 tháng 11 năm 1990 | Atlus                                                    |
| Pocket Stadium                                                            | Game Boy                            | 14 tháng 12 năm 1990 | Atlus                                                    |
| Spud's Adventure                                                          | Game Boy                            | 25 tháng 1 năm 1991  | Atlus                                                    |
| Amazing Tater                                                             | Game Boy                            | 8 tháng 2 năm 1991   | Atlus                                                    |
| Jantei Monogatari                                                         | Sega Genesis                        | 29 tháng 3 năm 1991  | Atlus                                                    |
| Rockin' Kats                                                              | Nintendo Entertainment System       | 5 tháng 4 năm 1991   | Atlus                                                    |
| Quiz Marugoto The World                                                   | TurboGrafx-CD                       | 5 tháng 4 năm 1991   | Atlus                                                    |
| Somer Assault                                                             | TurboGrafx-16                       | 4 tháng 10 năm 1991  | Atlus                                                    |
| Wacky Races                                                               | Nintendo Entertainment System       | 25 tháng 12 năm 1991 | Atlus                                                    |
| Jantei Monogatari 2: Uchuu Tantei Deiban                                  | TurboGrafx-CD                       | 28 tháng 2 năm 1992  | Atlus                                                    |
| Wacky Races                                                               | Game Boy                            | 27 tháng 3 năm 1992  | Atlus                                                    |
| Quiz Marugoto The World II                                                | TurboGrafx-CD                       | 27 tháng 3 năm 1992  | Atlus                                                    |
| BlaZeon                                                                   | Super Nintendo Entertainment System | 24 tháng 7 năm 1992  | AI                                                       |
| Armored Police Metal Jack                                                 | Super Nintendo Entertainment System | 31 tháng 7 năm 1992  | Atlus                                                    |
| Shin Megami Tensei                                                        | Super Nintendo Entertainment System | 30 tháng 10 năm 1992 | Atlus                                                    |
| Megami Tensei Gaiden: Last Bible                                          | Game Boy                            | 25 tháng 12 năm 1992 | Multimedia Intelligence Transfer                         |
| BlaZeon                                                                   | Arcade                              | 1992                 | AI                                                       |
| Run Saber                                                                 | Super Nintendo Entertainment System | 8 tháng 6 năm 1993   | Hori Electric                                            |
| GP-1                                                                      | Super Nintendo Entertainment System | 25 tháng 6 năm 1993  | Genki                                                    |
| Super Widget                                                              | Super Nintendo Entertainment System | tháng 9 năm 1993     | Atlus                                                    |
| Megami Tensei Gaiden: Last Bible II                                       | Game Boy                            | 19 tháng 11 năm 1993 | Multimedia Intelligence Transfer                         |
| Shin Megami Tensei                                                        | TurboGrafx-CD                       | 25 tháng 12 năm 1993 | Opera House                                              |
| Oh My God!                                                                | Arcade                              | 1993                 | Atlus                                                    |
| Power Instinct                                                            | Arcade                              | 1993                 | Atlus                                                    |
| Majin Tensei                                                              | Super Nintendo Entertainment System | 28 tháng 1 năm 1994  | Atlus                                                    |
| Shin Megami Tensei                                                        | Sega CD                             | 25 tháng 2 năm 1994  | SIMS                                                     |
| Kabuki Rocks                                                              | Super Nintendo Entertainment System | 4 tháng 3 năm 1994   | Red Company                                              |
| Shin Megami Tensei II                                                     | Super Nintendo Entertainment System | 18 tháng 3 năm 1994  | Atlus                                                    |
| Megami Tensei Gaiden: Last Bible                                          | Game Gear                           | 22 tháng 4 năm 1994  | Multimedia Intelligence Transfer                         |
| Jantei Monogatari 3: Saver Angel                                          | TurboGrafx-CD                       | 23 tháng 4 năm 1994  | Natsume                                                  |
| Power Instinct                                                            | Super Nintendo Entertainment System | 14 tháng 10 năm 1994 | Atlus                                                    |
| Shin Megami Tensei If...                                                  | Super Nintendo Entertainment System | 28 tháng 10 năm 1994 | Atlus                                                    |
| GP-1: Part II                                                             | Super Nintendo Entertainment System | 18 tháng 11 năm 1994 | Genki                                                    |
| Power Instinct                                                            | Sega Genesis                        | 18 tháng 11 năm 1994 | Atlus                                                    |
| Hebereke no Popoon                                                        | Arcade                              | 1994                 | Sunsoft                                                  |
| Naname De Magic!                                                          | Arcade                              | 1994                 | Atlus                                                    |
| Power Instinct 2                                                          | Arcade                              | 1994                 | Atlus                                                    |
| Majin Tensei II: Spiral Nemesis                                           | Super Nintendo Entertainment System | 19 tháng 2 năm 1995  | Atlus                                                    |
| Megami Tensei Gaiden: Another Bible                                       | Game Boy                            | 3 tháng 3 năm 1995   | Multimedia Intelligence Transfer                         |
| Megami Tensei Gaiden: Last Bible III                                      | Super Nintendo Entertainment System | 4 tháng 3 năm 1995   | Multimedia Intelligence Transfer                         |
| Last Bible Special                                                        | Game Gear                           | 24 tháng 3 năm 1995  | Sega                                                     |
| Kyūyaku Megami Tensei                                                     | Super Nintendo Entertainment System | 31 tháng 3 năm 1995  | Opera House                                              |
| Kat's Run: Zen-Nippon K Car Senshuken                                     | Super Nintendo Entertainment System | 14 tháng 7 năm 1995  | Atlus                                                    |
| Jack Bros.                                                                | Virtual Boy                         | 29 tháng 9 năm 1995  | Atlus                                                    |
| Gouketsuji Ichizoku 2: Chotto Dake Saikyou Densetsu                       | PlayStation                         | 20 tháng 10 năm 1995 | Atlus                                                    |
| High Velocity: Mountain Racing Challenge                                  | Sega Saturn                         | 10 tháng 11 năm 1995 | Cave                                                     |
| Gunbird                                                                   | PlayStation                         | 15 tháng 12 năm 1995 | Psikyo                                                   |
| Tetsudō O '96: Ikuze Okuban Chōja                                         | PlayStation                         | 15 tháng 12 năm 1995 | Atlus                                                    |
| Gunbird                                                                   | Sega Saturn                         | 15 tháng 12 năm 1995 | Psikyo                                                   |
| Seijuu Maden: Beasts & Blades                                             | Super Nintendo Entertainment System | 15 tháng 12 năm 1995 | Atlus                                                    |
| Shin Megami Tensei: Devil Summoner                                        | Sega Saturn                         | 25 tháng 12 năm 1995 | Atlus                                                    |
| DonPachi                                                                  | Arcade                              | 1995                 | Cave                                                     |
| Gogetsuji Legends                                                         | Arcade                              | 1995                 | Atlus                                                    |
| Pro Kishi Jinsei Simulation: Shōgi no Hanamichi                           | Super Nintendo Entertainment System | 16 tháng 2 năm 1996  | Access                                                   |
| My Best Friends: St. Andrew Jogakuen Hen                                  | Sega Saturn                         | 22 tháng 3 năm 1996  | Opera House                                              |
| DonPachi                                                                  | Sega Saturn                         | 26 tháng 4 năm 1996  | Cave                                                     |
| Shin Megami Tensei: Devil Summoner - Akuma Zensho                         | Sega Saturn                         | 26 tháng 4 năm 1996  | Atlus                                                    |
| Strikers 1945                                                             | Sega Saturn                         | 28 tháng 6 năm 1996  | Psikyo                                                   |
| Strikers 1945                                                             | PlayStation                         | 19 tháng 7 năm 1996  | Psikyo                                                   |
| Revelations: Persona                                                      | PlayStation                         | 20 tháng 9 năm 1996  | Atlus                                                    |
| DigiCro: Digital Number Crossword                                         | Sega Saturn                         | 1 tháng 11 năm 1996  | Atlus                                                    |
| Purikura Daisakusen                                                       | Sega Saturn                         | 15 tháng 11 năm 1996 | Atlus                                                    |
| Sengoku Blade                                                             | Sega Saturn                         | 22 tháng 11 năm 1996 | Atlus                                                    |
| Heaven's Gate                                                             | PlayStation                         | 13 tháng 12 năm 1996 | Racdym                                                   |
| Galeoz                                                                    | PlayStation                         | 20 tháng 12 năm 1996 | Pre Stage                                                |
| Imadoki no Vampire: Bloody Bride                                          | PlayStation                         | 20 tháng 12 năm 1996 | Jorudan                                                  |
| Cannon Dancer                                                             | Arcade                              | 1996                 | Mitchell Corporation                                     |
| DoDonPachi                                                                | Arcade                              | 1996                 | Cave                                                     |
| Heaven's Gate                                                             | Arcade                              | 1996                 | Racdym                                                   |
| Peak Performance                                                          | PlayStation                         | 24 tháng 1 năm 1997  | Cave                                                     |
| Giten Megami Tensei: Tokyo Mokushiroku                                    | MSX                                 | 4 tháng 4 năm 1997   | Atlus                                                    |
| Touge: King the Spirits 2                                                 | Sega Saturn                         | 18 tháng 4 năm 1997  | Cave                                                     |
| Groove on Fight                                                           | Sega Saturn                         | 16 tháng 5 năm 1997  | Atlus                                                    |
| Minakata Hakudō Tōjō                                                      | PlayStation                         | 7 tháng 8 năm 1997   | Atlus                                                    |
| Nanpō Hakudō Tōjō                                                         | Sega Saturn                         | 7 tháng 8 năm 1997   | Atlus                                                    |
| DoDonPachi                                                                | Sega Saturn                         | 18 tháng 8 năm 1997  | Cave                                                     |
| Tetsudō O 2                                                               | PlayStation                         | 25 tháng 9 năm 1997  | Atlus                                                    |
| Car & Driver Presents: Grand Tour Racing '98                              | PlayStation                         | 30 tháng 9 năm 1997  | Eutechnyx                                                |
| Purikura Pocket                                                           | Game Boy                            | 17 tháng 10 năm 1997 | Atlus                                                    |
| Ronde                                                                     | Sega Saturn                         | 30 tháng 10 năm 1997 | Multimedia Intelligence Transfer                         |
| Purikura Pocket 2                                                         | Game Boy                            | 11 tháng 11 năm 1997 | Atlus                                                    |
| Devil Summoner: Soul Hackers                                              | Sega Saturn                         | 13 tháng 11 năm 1997 | Atlus                                                    |
| Princess Crown                                                            | Sega Saturn                         | 11 tháng 12 năm 1997 | Atlus                                                    |
| Snowboard Kids                                                            | Nintendo 64                         | 12 tháng 12 năm 1997 | Racdym                                                   |
| DoDonPachi Campaign Version                                               | Arcade                              | 1997                 | Cave                                                     |
| Groove on Fight                                                           | Arcade                              | 1997                 | Atlus                                                    |
| Snow Break                                                                | PlayStation                         | 29 tháng 1 năm 1998  | Toka                                                     |
| Final Round                                                               | PlayStation                         | 12 tháng 3 năm 1998  | Kuusoukagaku                                             |
| Kartia: The Word of Fate                                                  | PlayStation                         | 26 tháng 3 năm 1998  | Atlus                                                    |
| Hellnight                                                                 | PlayStation                         | 11 tháng 6 năm 1998  | Atlus                                                    |
| Sol Divide                                                                | PlayStation                         | 2 tháng 7 năm 1998   | Boom                                                     |
| Sol Divide                                                                | Sega Saturn                         | 2 tháng 7 năm 1998   | Psikyo                                                   |
| Trap Gunner                                                               | PlayStation                         | 6 tháng 8 năm 1998   | Racdym                                                   |
| Touge Max 2                                                               | PlayStation                         | 17 tháng 9 năm 1998  | Cave                                                     |
| Strikers 1945 II                                                          | PlayStation                         | 22 tháng 10 năm 1998 | Psikyo                                                   |
| Advan Racing                                                              | PlayStation                         | 19 tháng 11 năm 1998 | Atlus                                                    |
| Thousand Arms                                                             | PlayStation                         | 17 tháng 12 năm 1998 | Red Entertainment, TOSE                                  |
| Purikura Pocket 3                                                         | Game Boy                            | 18 tháng 12 năm 1998 | Atlus                                                    |
| ESP Ra.De.                                                                | Arcade                              | 1998                 | Cave                                                     |
| Snowboard Kids Plus                                                       | PlayStation                         | 21 tháng 1 năm 1999  | Racdym                                                   |
| Snowboard Kids 2                                                          | Nintendo 64                         | 19 tháng 2 năm 1999  | Racdym                                                   |
| Hamster Paradise                                                          | Game Boy Color                      | 26 tháng 2 năm 1999  | Shimada Kikaku                                           |
| Revelations: The Demon Slayer                                             | Game Boy Color                      | 19 tháng 3 năm 1999  | Multimedia Intelligence Transfer                         |
| Devil Summoner: Soul Hackers                                              | PlayStation                         | 8 tháng 4 năm 1999   | Atlus                                                    |
| Megami Tensei Gaiden: Last Bible II                                       | Game Boy Color                      | 16 tháng 4 năm 1999  | Multimedia Intelligence Transfer                         |
| Persona 2: Innocent Sin                                                   | PlayStation                         | 24 tháng 6 năm 1999  | Atlus                                                    |
| GuruGuru Garakutaz                                                        | Game Boy Color                      | 10 tháng 9 năm 1999  | Multimedia Intelligence Transfer                         |
| Pokeler                                                                   | PlayStation                         | 28 tháng 10 năm 1999 | Atlus                                                    |
| Maken X                                                                   | Dreamcast                           | 31 tháng 10 năm 1999 | Atlus                                                    |
| Growlanser                                                                | PlayStation                         | 25 tháng 11 năm 1999 | Career Soft                                              |
| Guwange                                                                   | Arcade                              | 1999                 | Cave                                                     |
| Touge Max G                                                               | PlayStation                         | 13 tháng 1 năm 2000  | Cave                                                     |
| Hamster Paradise 2                                                        | Game Boy Color                      | 17 tháng 3 năm 2000  | Shimada Kikaku                                           |
| Meka Pokeler                                                              | PlayStation                         | 20 tháng 4 năm 2000  | Atlus                                                    |
| Sno Pokeler                                                               | PlayStation                         | 20 tháng 4 năm 2000  | Atlus                                                    |
| Pokeler DX Black                                                          | PlayStation                         | 20 tháng 4 năm 2000  | Atlus                                                    |
| Pokeler DX Pink                                                           | PlayStation                         | 20 tháng 4 năm 2000  | Atlus                                                    |
| Primal Image                                                              | PlayStation 2                       | 27 tháng 4 năm 2000  | Atlus                                                    |
| Persona 2: Eternal Punishment                                             | PlayStation                         | 29 tháng 6 năm 2000  | Atlus                                                    |
| Tanimura Hitoshi no Don Quixote ga Iku                                    | Game Boy Color                      | 11 tháng 8 năm 2000  | Atlus                                                    |
| deSPIRIA                                                                  | Dreamcast                           | 21 tháng 9 năm 2000  | Atlus                                                    |
| Shin Megami Tensei: Devil Children Aka no So                              | Game Boy Color                      | 17 tháng 11 năm 2000 | Multimedia Intelligence Transfer                         |
| Shin Megami Tensei: Devil Children Kuro no So                             | Game Boy Color                      | 17 tháng 11 năm 2000 | Multimedia Intelligence Transfer                         |
| Guruguru Town Hanamaru-kun                                                | PlayStation                         | 14 tháng 12 năm 2000 | Aspect (production) Fupac (programming, graphics, sound) |
| Hello Kitty no Oshaberi Town                                              | PlayStation                         | 14 tháng 12 năm 2000 | Atlus                                                    |
| Happy! Happy!! Boarders                                                   | PlayStation 2                       | 14 tháng 12 năm 2000 | Atlus                                                    |
| Hamster Paradise 3                                                        | Game Boy Color                      | 15 tháng 12 năm 2000 | Digital Kids                                             |
| Eithea                                                                    | PlayStation                         | 22 tháng 2 năm 2001  | TamTam                                                   |
| Super Dodge Ball Advance                                                  | Game Boy Advance                    | 21 tháng 3 năm 2001  | Million Co. Ltd.                                         |
| Shin Megami Tensei                                                        | PlayStation                         | 31 tháng 5 năm 2001  | Atlus                                                    |
| Maken Shao: Demon Sword                                                   | PlayStation 2                       | 7 tháng 6 năm 2001   | Atlus                                                    |
| Growlanser II: The Sense of Justice                                       | PlayStation 2                       | 26 tháng 7 năm 2001  | Career Soft                                              |
| Shin Megami Tensei Trading Card: Card Summoner                            | Game Boy Color                      | 27 tháng 7 năm 2001  | Atlus                                                    |
| Hamster Paradise 4                                                        | Game Boy Color                      | 28 tháng 9 năm 2001  | Digital Kids                                             |
| Hello Kitty no Oshaberi ABC                                               | PlayStation                         | 11 tháng 10 năm 2001 | Atlus                                                    |
| Road Rage 3                                                               | PlayStation 2                       | 11 tháng 10 năm 2001 | Atlus                                                    |
| Kuma no Pooh-san: Mori no Nakamato 123                                    | PlayStation                         | 15 tháng 11 năm 2001 | Atlus                                                    |
| Mickey to Nakamatachi: Kazuasobi Iro Iro                                  | PlayStation                         | 15 tháng 11 năm 2001 | Atlus                                                    |
| Disney's Winnie the Pooh: Preschool                                       | PlayStation                         | 6 tháng 12 năm 2001  | Hi Corp                                                  |
| Growlanser III: The Dual Darkness                                         | PlayStation 2                       | 6 tháng 12 năm 2001  | Career Soft                                              |
| Hoshigami: Ruining Blue Earth                                             | PlayStation                         | 20 tháng 12 năm 2001 | Max Five                                                 |
| EX Okuman Chōja Game                                                      | PlayStation 2                       | 27 tháng 12 năm 2001 | Takara Tomy                                              |
| Learn with Winnie the Pooh                                                | PlayStation                         | 7 tháng 2 năm 2002   | Hi Corp                                                  |
| My Disney Kitchen                                                         | PlayStation                         | 7 tháng 2 năm 2002   | Atlus                                                    |
| Shin Megami Tensei II                                                     | PlayStation                         | 20 tháng 3 năm 2002  | Atlus                                                    |
| Shin Megami Tensei: Devil Children                                        | PlayStation                         | 28 tháng 3 năm 2002  | Atlus                                                    |
| Hamster Paradise Advanchu                                                 | Game Boy Advance                    | 19 tháng 7 năm 2002  | Digital Kids                                             |
| Kids Station: Plarail Tetsudō Monoshiri Hyakka                            | PlayStation                         | 14 tháng 11 năm 2002 | Atlus                                                    |
| DemiKids: Dark Version                                                    | Game Boy Advance                    | 14 tháng 11 năm 2002 | Multimedia Intelligence Transfer                         |
| DemiKids: Light Version                                                   | Game Boy Advance                    | 14 tháng 11 năm 2002 | Multimedia Intelligence Transfer                         |
| Kids Station: Ugoku Tomika Zukan                                          | PlayStation                         | 15 tháng 11 năm 2002 | Atlus                                                    |
| Shin Megami Tensei: Nine                                                  | Xbox                                | 5 tháng 12 năm 2002  | Nex Entertainment                                        |
| Nijiiro Dodge Ball                                                        | PlayStation                         | 12 tháng 12 năm 2002 | Million Co. Ltd.                                         |
| Touge R                                                                   | Xbox                                | 12 tháng 12 năm 2002 | Cave                                                     |
| Shin Megami Tensei If...                                                  | PlayStation                         | 26 tháng 12 năm 2002 | Atlus                                                    |
| Shin Megami Tensei: Nocturne                                              | PlayStation 2                       | 20 tháng 2 năm 2003  | Atlus                                                    |
| Shin Megami Tensei                                                        | Game Boy Advance                    | 28 tháng 3 năm 2003  | Atlus                                                    |
| 2003-Toshi Kaimaku: Ganbare Kyūkaiō                                       | PlayStation 2                       | 15 tháng 5 năm 2003  | Atlus                                                    |
| Hamster Paradise: Pure Heart                                              | Game Boy Advance                    | 11 tháng 7 năm 2003  | Digital Kids                                             |
| Shin Megami Tensei: Devil Children - Puzzle de Call!                      | Game Boy Advance                    | 25 tháng 7 năm 2003  | Atlus                                                    |
| Shin Megami Tensei: Devil Children 2 - Honō no Sho                        | Game Boy Advance                    | 12 tháng 9 năm 2003  | Atlus                                                    |
| Shin Megami Tensei: Devil Children 2 - Kōri no Sho                        | Game Boy Advance                    | 12 tháng 9 năm 2003  | Atlus                                                    |
| Shin Megami Tensei II                                                     | Game Boy Advance                    | 26 tháng 9 năm 2003  | Atlus                                                    |
| EX Jinsei Game II                                                         | PlayStation 2                       | 6 tháng 11 năm 2003  | Takara Tomy                                              |
| Busin 0: Wizardry Alternative Neo                                         | PlayStation 2                       | 13 tháng 11 năm 2003 | Racjin                                                   |
| Double Dragon Advance                                                     | Game Boy Advance                    | 14 tháng 11 năm 2003 | Million                                                  |
| Growlanser IV: Wayfarer of Time                                           | PlayStation 2                       | 18 tháng 12 năm 2003 | Career Soft                                              |
| Shin Megami Tensei: Nocturne Maniax                                       | PlayStation 2                       | 29 tháng 1 năm 2004  | Atlus                                                    |
| Gunbird Special Edition                                                   | PlayStation 2                       | 19 tháng 2 năm 2004  | Psikyo                                                   |
| Casino                                                                    | NTT DoCoMo                          | 26 tháng 2 năm 2004  | Atlus                                                    |
| Digital Devil Story: Megami Tensei                                        | Mobile phones                       | 26 tháng 2 năm 2004  | Atlus                                                    |
| River City Ransom EX                                                      | Game Boy Advance                    | 5 tháng 3 năm 2004   | Million                                                  |
| Shin Megami Tensei: if... Hazama's Chapter                                | Mobile phones                       | 26 tháng 5 năm 2004  | Atlus                                                    |
| Shin Megami Tensei: Digital Devil Saga                                    | PlayStation 2                       | 15 tháng 7 năm 2004  | Atlus                                                    |
| Battle B-Daman                                                            | Game Boy Advance                    | 5 tháng 8 năm 2004   | Atlus                                                    |
| Shin Megami Tensei 20XX                                                   | Mobile phones                       | 26 tháng 8 năm 2004  | Atlus                                                    |
| Kuryū Yōma Gakuenki                                                       | PlayStation 2                       | 16 tháng 9 năm 2004  | Killaware                                                |
| Stella Deus: The Gate of Eternity                                         | PlayStation 2                       | 28 tháng 10 năm 2004 | Pinegrow                                                 |
| Devil Children: Messiah Riser                                             | Game Boy Advance                    | 4 tháng 11 năm 2004  | Rocket Company                                           |
| New Jinsei Game                                                           | PlayStation 2                       | 2 tháng 12 năm 2004  | Atlus                                                    |
| Jack's Kuesu to Akuma o Tasuke Tai                                        | NTT DoCoMo                          | 16 tháng 12 năm 2004 | Atlus                                                    |
| Shin Megami Tensei: Digital Devil Saga 2                                  | PlayStation 2                       | 27 tháng 1 năm 2005  | Atlus                                                    |
| Shinseiki Yūsha Taisen                                                    | PlayStation 2                       | 17 tháng 2 năm 2005  | WinkySoft                                                |
| Growlanser IV: Wayfarer of the Time - Return                              | PlayStation 2                       | 10 tháng 3 năm 2005  | Career Soft                                              |
| Trauma Center: Under the Knife                                            | Nintendo DS                         | 16 tháng 6 năm 2005  | Atlus                                                    |
| Battle B-Daman: Fire Spirits!                                             | Game Boy Advance                    | 5 tháng 8 năm 2005   | Atlus                                                    |
| Kunio-kun Nekketsu Collection                                             | Game Boy Advance                    | 25 tháng 8 năm 2005  | Million                                                  |
| Princess Crown                                                            | PlayStation Portable                | 22 tháng 9 năm 2005  | Atlus                                                    |
| Kunio-kun Nekketsu Collection 2                                           | Game Boy Advance                    | 27 tháng 10 năm 2005 | Million                                                  |
| Miracle! Panzō: Nanatsu no Hoshi no Uchū Kaizoku                          | Game Boy Advance                    | 3 tháng 11 năm 2005  | Atlus                                                    |
| SBK: Snowboard Kids                                                       | Nintendo DS                         | 22 tháng 11 năm 2005 | In-Glove.Co                                              |
| Shin Megami Tensei: Devil Summoner                                        | PlayStation Portable                | 20 tháng 12 năm 2005 | Atlus                                                    |
| Kunio-kun Nekketsu Collection 3                                           | Game Boy Advance                    | 16 tháng 2 năm 2006  | Million                                                  |
| Shin Megami Tensei: Devil Summoner: Raidou Kuzunoha vs. The Soulless Army | PlayStation 2                       | 2 tháng 3 năm 2006   | Atlus                                                    |
| Shin Megami Tensei Pinball: Judgement                                     | Mobile phones                       | 3 tháng 3 năm 2006   | KAZe                                                     |
| Majin Tensei II: Spiral Nemesis                                           | Microsoft Windows                   | 11 tháng 5 năm 2006  | i-revo                                                   |
| Persona 3                                                                 | PlayStation 2                       | 13 tháng 7 năm 2006  | Atlus                                                    |
| Jinsei Game DS                                                            | Nintendo DS                         | 27 tháng 7 năm 2006  | Takara Tomy                                              |
| Growlanser: Heritage of War                                               | PlayStation 2                       | 3 tháng 8 năm 2006   | Career Soft                                              |
| Kuryū Yōma Gakuenki Recharge                                              | PlayStation 2                       | 28 tháng 9 năm 2006  | Killaware                                                |
| Trauma Center: Second Opinion                                             | Wii                                 | 14 tháng 11 năm 2006 | Atlus                                                    |
| Megami Ibunroku Persona: Isora no Tower                                   | Mobile phones                       | 1 tháng 12 năm 2006  | Atlus                                                    |
| Digital Devil Saga: Avatar Tuner A's Test Server                          | Mobile phones                       | 7 tháng 12 năm 2006  | Interactive Brains                                       |
| Growlanser Alternative                                                    | Mobile phones                       | 17 tháng 1 năm 2007  | Atlus                                                    |
| Etrian Odyssey                                                            | Nintendo DS                         | 18 tháng 1 năm 2007  | Lancarse Atlus                                           |
| Suteradeusu Renkinjutsu no Jikan                                          | NTT DoCoMo                          | 22 tháng 1 năm 2007  | Atlus                                                    |
| Digital Devil Saga: Avatar Tuner A's Test Server Kazenban                 | NTT DoCoMo                          | 26 tháng 2 năm 2007  | Interactive Brains                                       |
| Shin Megami Tensei: Imagine                                               | Microsoft Windows                   | 30 tháng 3 năm 2007  | Cave                                                     |
| Shin Megami Tensei Tokyo Chinkonka                                        | Mobile phones                       | 2 tháng 4 năm 2007   | Atlus                                                    |
| Persona 3 FES                                                             | PlayStation 2                       | 19 tháng 4 năm 2007  | Atlus                                                    |
| Megami Tensei QIX: Persona 3                                              | Mobile phones                       | 27 tháng 4 năm 2007  | Atlus                                                    |
| Megami Tensei Chaining Soul: Persona 3                                    | Mobile phones                       | 14 tháng 5 năm 2007  | Atlus                                                    |
| Odin Sphere                                                               | PlayStation 2                       | 17 tháng 5 năm 2007  | Vanillaware                                              |
| Shin Megami Tensei: Devil Coliseum 20XX                                   | Mobile phones                       | 28 tháng 5 năm 2007  | Atlus                                                    |
| Growlanser VI: Precarious World                                           | PlayStation 2                       | 21 tháng 6 năm 2007  | Career Soft                                              |
| Majin Tensei Blind Thinker                                                | NTT DoCoMo                          | 11 tháng 7 năm 2007  | Atlus                                                    |
| Devil Summoner: Soul Hackers Intruders                                    | Mobile phones                       | 30 tháng 8 năm 2007  | Atlus                                                    |
| Megami Tensei Gaiden: New Last Bible                                      | Mobile phones                       | 10 tháng 9 năm 2007  | Atlus                                                    |
| Persona 2: Tsumi Lost Memories                                            | Mobile phones                       | 1 tháng 10 năm 2007  | Atlus                                                    |
| Aegis: The First Mission                                                  | Mobile phones                       | 29 tháng 10 năm 2007 | Atlus                                                    |
| Trauma Center: New Blood                                                  | Wii                                 | 20 tháng 11 năm 2007 | Atlus                                                    |
| Persona 3em                                                               | Mobile phones                       | 26 tháng 11 năm 2007 | Atlus                                                    |
| PokoPoko Tonkacchin                                                       | Arcade                              | 2008                 | Atlus                                                    |
| Pandora Saga                                                              | Microsoft Windows                   | 2008                 | Rosso Index                                              |
| Etrian Odyssey II: Heroes of Lagaard                                      | Nintendo DS                         | 21 tháng 2 năm 2008  | Atlus                                                    |
| Trauma Center: Under the Knife 2                                          | Nintendo DS                         | 2 tháng 7 năm 2008   | Atlus                                                    |
| Persona 4                                                                 | PlayStation 2                       | 10 tháng 7 năm 2008  | Atlus                                                    |
| Megami Tensei Gaiden: New Last Bible II                                   | Mobile phones                       | 18 tháng 8 năm 2008  | Atlus                                                    |
| Knights in the Nightmare                                                  | Nintendo DS                         | 25 tháng 9 năm 2008  | Sting Entertainment                                      |
| Shin Megami Tensei III: Nocturne Maniax Chronicle Edition                 | PlayStation 2                       | 23 tháng 10 năm 2008 | Atlus                                                    |
| Shin Megami Tensei: Devil Summoner 2: Raidou Kuzunoha vs. King Abaddon    | PlayStation 2                       | 23 tháng 10 năm 2008 | Atlus                                                    |
| Shin Megami Tensei: Devil Survivor                                        | Nintendo DS                         | 15 tháng 1 năm 2009  | Atlus                                                    |
| Persona Mobile Online                                                     | Mobile phones                       | 16 tháng 3 năm 2009  | Atlus                                                    |
| Shin Megami Tensei: Persona                                               | PlayStation Portable                | 29 tháng 4 năm 2009  | Atlus                                                    |
| Growlanser I                                                              | PlayStation Portable                | 14 tháng 5 năm 2009  | Career Soft                                              |
| Gokujō!! Mecha Mote Iinchō Kurumote Gāruzu Kontesuto!                     | Arcade                              | 15 tháng 7 năm 2009  | Atlus                                                    |
| Gōketsuji Ichizoku Matsuri Senzo Kuyou                                    | Arcade                              | 24 tháng 7 năm 2009  | Atlus                                                    |
| Shin Megami Tensei: Strange Journey                                       | Nintendo DS                         | 8 tháng 10 năm 2009  | Atlus                                                    |
| Persona 3 Portable                                                        | PlayStation Portable                | 1 tháng 11 năm 2009  | Atlus                                                    |
| Etrian Odyssey III: The Drowned City                                      | Nintendo DS                         | 1 tháng 4 năm 2010   | Atlus                                                    |
| Knights in the Nightmare                                                  | PlayStation Portable                | 22 tháng 4 năm 2010  | Sting Entertainment                                      |
| Tokyo Mono Hara Shi: Karasu no Mori Gakuen Kitan                          | PlayStation Portable                | 22 tháng 4 năm 2010  | Atlus                                                    |
| Trauma Team                                                               | Wii                                 | 18 tháng 5 năm 2010  | Atlus                                                    |
| Megami Tensei Gaiden: New Last Bible III                                  | Mobile phones                       | 17 tháng 9 năm 2010  | Atlus                                                    |
| Inazuma Eleven Bakunetsu Soccer Battle                                    | Arcade                              | 30 tháng 9 năm 2010  | Atlus                                                    |
| Radiant Historia                                                          | Nintendo DS                         | 3 tháng 11 năm 2010  | Atlus                                                    |
| Shin Megami Tensei: Devil Hunter Zero                                     | GREE                                | 21 tháng 1 năm 2011  | Atlus                                                    |
| Catherine                                                                 | PlayStation 3                       | 17 tháng 2 năm 2011  | Atlus                                                    |
| Catherine                                                                 | Xbox 360                            | 17 tháng 2 năm 2011  | Atlus                                                    |
| Catherine                                                                 | Microsoft Windows                   | 10 tháng 1 năm 2019  | Atlus                                                    |
| Persona 2: Innocent Sin                                                   | PlayStation Portable                | 14 tháng 4 năm 2011  | Atlus                                                    |
| Shin Megami Tensei: Devil Children                                        | GREE                                | 13 tháng 7 năm 2011  | Atlus                                                    |
| Growlanser: Wayfarer of Time                                              | PlayStation Portable                | 18 tháng 7 năm 2011  | Career Soft                                              |
| Nora to Toki no Kōbō: Kiri no Mori no Majo                                | Nintendo DS                         | 21 tháng 7 năm 2011  | Atlus                                                    |
| Shin Megami Tensei: Devil Survivor 2                                      | Nintendo DS                         | 28 tháng 7 năm 2011  | Atlus                                                    |
| Shin Megami Tensei: Devil Survivor Overclocked                            | Nintendo 3DS                        | 23 tháng 8 năm 2011  | Atlus                                                    |
| Snowboard Kids                                                            | Android/iOS\| 16 tháng 11 năm 2011  | Atlus                |                                                          |
| Inazuma Eleven GO Battle Stadium                                          | Arcade                              | 21 tháng 12 năm 2011 | Atlus                                                    |
| Sparkle Snapshots 3D                                                      | Nintendo 3DS                        | 27 tháng 12 năm 2011 | Atlus                                                    |
| Shin Megami Tensei                                                        | iOS\| 23 tháng 2 năm 2012           | Atlus                |                                                          |
| Persona 4: The Ultimate in Mayonaka Arena                                 | Arcade                              | 1 tháng 3 năm 2012   | Arc System Works Atlus                                   |
| Persona 2: Eternal Punishment                                             | PlayStation Portable                | 12 tháng 5 năm 2012  | Atlus                                                    |
| Persona 4 Golden                                                          | PlayStation Vita                    | 14 tháng 6 năm 2012  | Atlas P-Studio                                           |
| Etrian Odyssey IV                                                         | Nintendo 3DS                        | 5 tháng 7 năm 2012   | Atlus                                                    |
| Persona 4 Arena                                                           | PlayStation 3                       | 26 tháng 7 năm 2012  | Arc System Works Atlas P-Studio                          |
| Persona 4 Arena                                                           | Xbox 360                            | 26 tháng 7 năm 2012  | Arc System Works Atlas P-Studio                          |
| Devil Summoner: Soul Hackers                                              | Nintendo 3DS                        | 30 tháng 8 năm 2012  | Atlus                                                    |
| Shin Megami Tensei IV                                                     | Nintendo 3DS                        | 23 tháng 5 năm 2013  | Atlus                                                    |
| Etrian Odyssey Untold: The Millennium Girl                                | Nintendo 3DS                        | 27 tháng 6 năm 2013  | Atlus                                                    |
| Dragon's Crown                                                            | PlayStation 3                       | 25 tháng 7 năm 2013  | Vanillaware                                              |
| Dragon's Crown                                                            | PlayStation Vita                    | 25 tháng 7 năm 2013  | Vanillaware                                              |
| Persona 4: The Ultimax Ultra Suplex Hold                                  | Arcade                              | 28 tháng 11 năm 2013 | Arc System Works Atlas P-Studio                          |
| Tesla Effect: A Tex Murphy Adventure                                      | Microsoft Windows                   | 14 tháng 5 năm 2014  | Big Finish Games                                         |
| Persona Q: Shadow of the Labyrinth                                        | Nintendo 3DS                        | 5 tháng 6 năm 2014   | Atlus                                                    |
| Persona 4 Arena Ultimax                                                   | PlayStation 3                       | 28 tháng 8 năm 2014  | Arc System Works Atlas P-Studio                          |
| Persona 4 Arena Ultimax                                                   | Xbox 360                            | 30 tháng 9 năm 2014  | Arc System Works Atlas P-Studio                          |
| Etrian Odyssey 2 Untold: The Fafnir Knight                                | Nintendo 3DS                        | 27 tháng 11 năm 2014 | Atlus                                                    |
| Devil Survivor 2: Record Breaker                                          | Nintendo 3DS                        | 29 tháng 1 năm 2015  | Atlus                                                    |
| Etrian Mystery Dungeon                                                    | Nintendo 3DS                        | 5 tháng 3 năm 2015   | Spike Chunsoft                                           |
| Persona 4: Dancing All Night                                              | PlayStation Vita                    | 25 tháng 6 năm 2015  | Atlas P-Studio                                           |
| Persona 4: Dancing All Night                                              | PlayStation 4                       | 24 tháng 5 năm 2018  | Atlas P-Studio                                           |
| Tokyo Mirage Sessions ♯FE                                                 | Wii U                               | 26 tháng 12 năm 2015 | Atlus                                                    |
| Odin Sphere Leifthrasir                                                   | PlayStation 3                       | 14 tháng 1 năm 2016  | Vanillaware                                              |
| Odin Sphere Leifthrasir                                                   | PlayStation 4                       | 14 tháng 1 năm 2016  | Vanillaware                                              |
| Odin Sphere Leifthrasir                                                   | PlayStation Vita                    | 14 tháng 1 năm 2016  | Vanillaware                                              |
| Shin Megami Tensei IV: Apocalypse                                         | Nintendo 3DS                        | 10 tháng 2 năm 2016  | Atlus                                                    |
| Etrian Odyssey V                                                          | Nintendo 3DS                        | 4 tháng 8 năm 2016   | Atlus                                                    |
| Persona 5                                                                 | PlayStation 3                       | 15 tháng 9 năm 2016  | Atlas P-Studio                                           |
| Persona 5                                                                 | PlayStation 4                       | 15 tháng 9 năm 2016  | Atlas P-Studio                                           |
| Radiant Historia: Perfect Chronology                                      | Nintendo 3DS                        | 29 tháng 6 năm 2017  | Atlus                                                    |
| Etrian Mystery Dungeon 2                                                  | Nintendo 3DS                        | 31 tháng 8 năm 2017  | Atlus                                                    |
| Shin Megami Tensei: Strange Journey Redux                                 | Nintendo 3DS                        | 26 tháng 10 năm 2017 | Atlus                                                    |
| Dragon's Crown Pro                                                        | PlayStation 4                       | 8 tháng 2 năm 2018   | Vanillaware                                              |
| Persona 3: Dancing in Moonlight                                           | PlayStation 4                       | 24 tháng 5 năm 2018  | Atlas P-Studio                                           |
| Persona 3: Dancing in Moonlight                                           | PlayStation Vita                    | 24 tháng 5 năm 2018  | Atlas P-Studio                                           |
| Persona 5: Dancing in Starlight                                           | PlayStation 4                       | 24 tháng 5 năm 2018  | Atlas P-Studio                                           |
| Persona 5: Dancing in Starlight                                           | PlayStation Vita                    | 24 tháng 5 năm 2018  | Atlas P-Studio                                           |
| Etrian Odyssey Nexus                                                      | Nintendo 3DS                        | 2 tháng 8 năm 2018   | Atlus                                                    |
| Persona Q2: New Cinema Labyrinth                                          | Nintendo 3DS                        | 29 tháng 11 năm 2018 | Atlas P-Studio                                           |
| Catherine: Full Body                                                      | PlayStation 4                       | 14 tháng 2 năm 2019  | Atlas Studio Zero                                        |
| Catherine: Full Body                                                      | PlayStation Vita                    | 14 tháng 2 năm 2019  | Atlas Studio Zero                                        |
| Catherine: Full Body                                                      | Nintendo Switch                     | 2 tháng 7 năm 2020   | Atlas Studio Zero                                        |
| Persona 5 Royal                                                           | PlayStation 4                       | 31 tháng 10 năm 2019 | Atlas P-Studio                                           |
| 13 Sentinels: Aegis Rim                                                   | PlayStation 4                       | 28 tháng 11 năm 2019 | Vanillaware                                              |
| Tokyo Mirage Sessions ♯FE Encore                                          | Nintendo Switch                     | 17 tháng 1 năm 2020  | Atlus                                                    |
| Persona 5 Scramble                                                        | Nintendo Switch                     | 20 tháng 2 năm 2020  | Omega Force Atlas P-Studio                               |
| Persona 5 Scramble                                                        | PlayStation 4                       | 20 tháng 2 năm 2020  | Omega Force Atlas P-Studio                               |
| Shin Megami Tensei V                                                      | Nintendo Switch                     | TBA                  | Atlus                                                    |
| Project Re Fantasy                                                        | TBA                                 | TBA                  | Atlas Studio Zero                                        |